# 8-ма окрема бригада зв'язку (Україна)
8-ма окрема бригада зв'язку (8 ОБЗ, в/ч А0707) — підрозділ військ зв'язку в складі ОК Південь Сухопутних військ України. Базується у м. Гайсин Вінницької області.

## Історія
8 окремий полк зв'язку створено в 2015 році, згодом реформовано в бригаду. Виконує бойові завдання на різних ділянках фронту — від Чернігівщини до Запорізького напрямку. Брала участь у боях в Курській області.

## Символіка
На емблемі підрозділу в зелено-чорному навскісно розділеному щиті зображено срібний ламаний перев'яз.